# Gerhard Petersmann
Gerhard Petersmann (* 23. August 1942 in Klagenfurt) ist ein österreichischer Altphilologe.

## Leben
Gerhard Petersmann studierte Klassische Philologie an der Universität Graz und wurde 1969 mit der Dissertation Die monologischen Reden der homerischen Epen promoviert. Anschließend arbeitete er als Wissenschaftlicher Assistent an der Universität Graz und habilitierte sich dort 1977. 1982 wurde er zum außerordentlichen Professor für Klassische Philologie ernannt. Im Oktober 1986 wechselte er als ordentlicher Professor für Klassische Philologie und Wirkungsgeschichte der Antike an die Universität Salzburg. 2010 wurde er emeritiert.
Zu Petersmanns Forschungsschwerpunkten gehören die griechisch-lateinische Dichtung (Epik und Elegie), Historiographie und Rezeption der antiken Literatur. Darüber hinaus beschäftigt er sich mit dem lateinischen Universitätstheater des 17. und 18. Jahrhunderts. Er ist Herausgeber und Schriftleiter der Grazer Beiträge – Zeitschrift für die klassische Altertumswissenschaft. Seit 1998 ist er Mitglied der Kommission für antike Literatur und Tradition der Österreichischen Akademie der Wissenschaften.